# Inskrypcja z Chirbet Qejafa

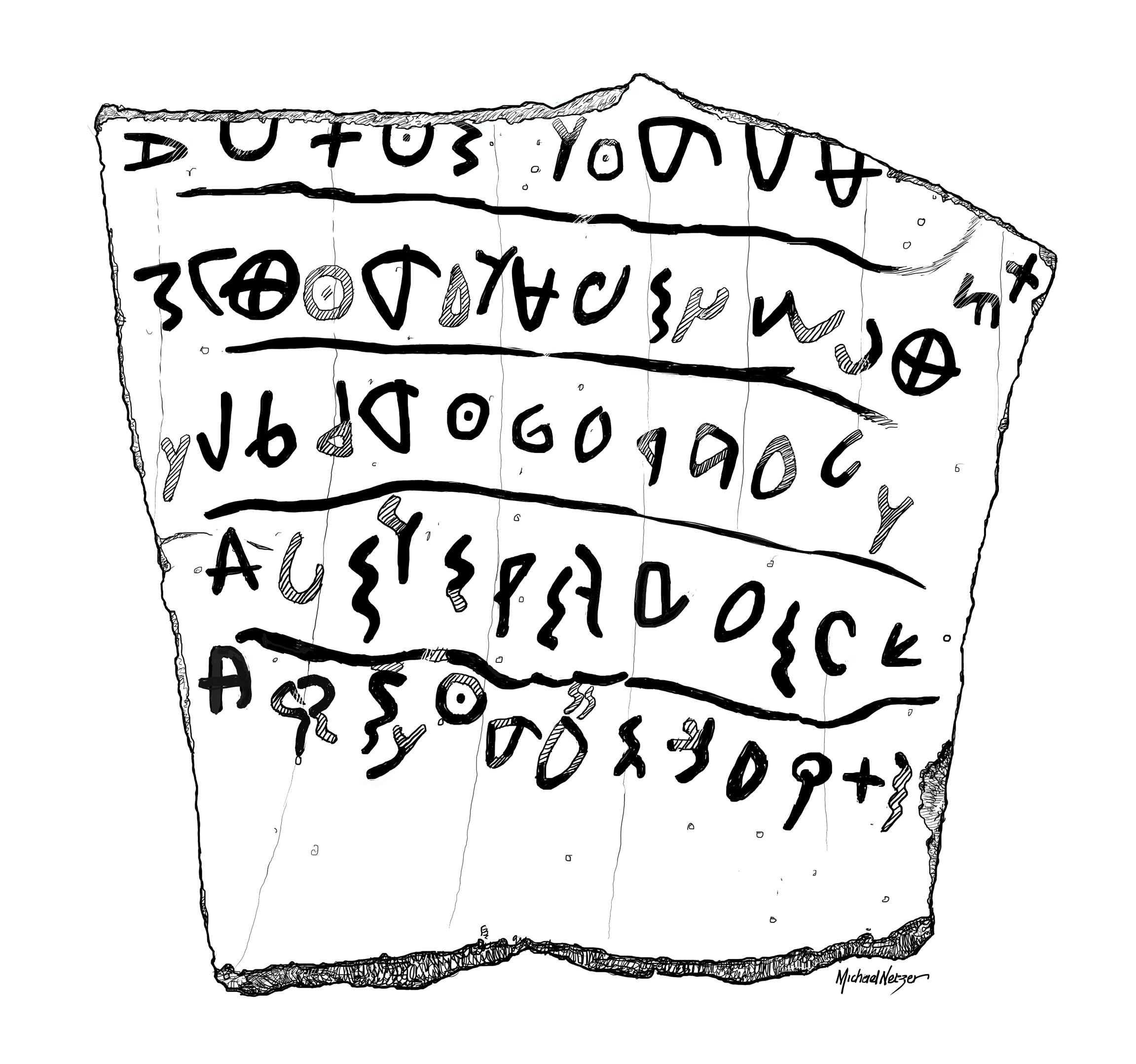
Inskrypcja z Chirbet Qejafa

Inskrypcja z Chirbet Qejafa – najstarsza znana inskrypcja hebrajska z przełomu XI i X w. p.n.e. odkryta w 2008 roku podczas wykopalisk na stanowisku Chirbet Qejafa w Izraelu. Mówi o ustanowieniu królestwa przez lud i przywódców w odpowiedzi na niesprawiedliwość sędziów.

## Opis
Inskrypcję odczytano na niekompletnym ostrakonie o wysokości ok. 15 cm i szerokości 11,5–16,7 cm. Składa się z pięciu wierszy po 15–20 liter każdy. Początek tekstu nie zachował się. W przeciwieństwie do współczesnego alfabetu hebrajskiego pismo biegnie od lewej do prawej strony. Litery reprezentują późną odmianę pisma protokananejskiego. Według Gershona Galila inskrypcja jest spisana pismem paleohebrajskim, z czym zgadza się Edward Lipiński.
Datowanie absolutne metodą węgla C-14 datuje stanowisko (zamieszkane przez 20–30 lat) na drugą połowę XI wieku lub pierwszą połowę X wieku p.n.e. Jest to zgodne z datowaniem paleograficznym i chronologią biblijną.
Inskrypcja zaczyna się od opisu nadużyć sędziów. Następnie oznajmia ustanowienie królestwa przez lud i przywódców (według Edwarda Lipińskiego tekst nie pozwala się interpretować jako opis ustanowienia króla, lecz wskazuje na ustanowienie królestwa jako instytucji), którzy w ten sposób „wyrugowali przestępstwo z bytu pokoleń”.
Inskrypcja jest uznawana za kopię dokumentu oficjalnego. Yosef Garfinkel i Saar Ganor datują inskrypcję na okres panowania Dawida. Nie zgadza się z tym Edward Lipiński (zgodny w tym zakresie z Émile Puechem) uznając postawę tych naukowców za motywowaną ideologicznie. Według Lipińskiego inskrypcję należy datować na okres panowania Saula lub Iszbaala. Inskrypcja zgodna jest z podstawową tradycją biblijną o ustanowieniu Saula jako króla na żądanie ludu, nie zawiera natomiast odniesień do Samuela, któremu 1 Księga Samuela przypisuje znaczącą rolę w tym procesie.